# Plecotus turkmenicus
Plecotus turkmenicus — вид рукокрилих ссавців з родини лиликових.

## Таксономічна примітка
Таксон відокремлений від P. austriacus.

## Морфологічна характеристика
Це невеликий кажан, із загальною довжиною голови та тіла від 52 до 55 мм, передпліччя від 42 до 45,5 мм завдовжки та розмахом крил до 30 см і вагою до 15 г. Хутро довге. Загальне забарвлення тіла білувате чи білувато-сіре, з чорною основою волосків на спині та сіруватим на череві та блідими жовто-коричневими кінчиками. На крупі є кільце голої шкіри. Морда конічна, безшерста, коричнева. Вуха величезні, овальні, бліді, на лобі з’єднані тонкою шкірною перетинкою. Козелок становить приблизно половину довжини вушної раковини, звужений і з тупим кінцем. Перетинки крил бліді, тонкі, напівпрозорі. Пальці вкриті білуватим волоссям і оснащені міцними білими кігтями. Хвіст довгий і повністю входить у великий уропатій.

## Поширення
Країни проживання: Казахстан, Узбекистан, Туркменістан, Монголія?.

## Спосіб життя
Мешкає в помірній пустелі в Туркменії та Казахстані. Він ночує в природних печерах і колодязях.